# Malagoniella virens
Malagoniella virens là một loài bọ cánh cứng trong họ Bọ hung (Scarabaeidae).